# メッシュ予報
メッシュ予報（メッシュよほう）は、対象となる地域を数km - 数百km四方の正方形で区切り、ひとつひとつの正方形でその地域の気象を表現する天気予報の手法のひとつ。気象庁が発表するメッシュ予報は天気分布予報と呼ばれる。

## 概要
気象庁などの専門気象機関は、観測された気象データを基にコンピュータなどを使って予報を行う。メッシュ予報はこうして計算された予報の表現方法のひとつで、地上のある地域を多数の正方形で規則正しく区切り、その正方形ひとつひとつに予測される天気・気温・降水量などを色や記号で表現する。
予報の種類によって正方形の1辺の長さが異なる。気象庁が行う「天気分布予報」（天気・気温・降水量・降雪量）は1辺約20km、「降水短時間予報」や「降水ナウキャスト」は1辺1kmである。
「天気分布予報」は3時間ごとの気象を予測するが、同じ気象状態（「くもり」や「雨」、「気温15C°」など）が3時間続くことはあまりなく、気温や降水量については3時間も続くことは有り得ない。また、数十km四方の気象が均一（「20km四方全体が雨」など）になることもあまりない。そのため、正方形の1辺が広いメッシュ予報を利用する際は、「1点の気象がどう変化するか」ではなく、全体の経過から見て「その地域の気象がどのように変化するか」という観点で見ることが適切である。
一方、「降水短時間予報」は1時間の降水量、「降水ナウキャスト」は10分間の降水量を予測するが、時間間隔が短く正方形の1辺も1kmと狭いため、「その地域の降水量がどのように変化するか」という観点はもちろんのこと、「1点の降水量がどう変化するか」という観点で見ても有用である。集中豪雨などは数十kmの規模で発生するため、1km四方の予報は集中豪雨の予測にも適したものだといえる。しかし、数百m～数m規模で発生する竜巻や突風には、これらの予報の精度では対応することができない。

## メディアにおけるメッシュ予報の発表
通常、テレビ番組などの天気予報では「晴れは『太陽のマーク』」、「曇りは『雲のマーク』」、「雨は『傘か雨降りマーク』」、「雪『雪だるま・雪の結晶マーク』」で表されるが、コーナーの時間の都合や、より細やかな天気解説のために、地図を正方形のマス(実際の大きさは20 - 30kmの範囲)に分け、色で表したものを使用することがある。
TBSなどの気象情報では、数時間ごとの天気の移り変わりを示したものを使用している。
色と天気
- 晴れ - 「赤（■）」か「オレンジ（■）」、または「太陽マーク」と類似色
- 曇り - 「灰（■）」か「雲マーク」と類似色
- 雨 - 「青（■）」か「シアン（■）」、または「傘か雨降りマーク」と類似色
- 雪 - 「白（■）」か「雪だるまか雪結晶マーク」と類似色